# Stenotabanus indotatus
Stenotabanus indotatus är en tvåvingeart som beskrevs av Ibanez-bernal 1991. Stenotabanus indotatus ingår i släktet Stenotabanus och familjen bromsar. Inga underarter finns listade i Catalogue of Life.